# Gonocyt
Gonocyt, pierwotna komórka płciowa (gr. gónos ‘płodzenie’, kýtos ‘komórka’) – biologicznie niedojrzała zwierzęca pierwotna komórka, z której powstają spermatogonia w jądrach i oogonia w jajnikach a ostatecznie gamety.
Gonocyty rozwijają się w zarodkach.
W 6 tygodniu do grzebieni płciowych wnikają pierwotne komórki płciowe (cellulae germinales primordiales), zwane także komórkami prapłciowymi lub gonocytami. Gonocyty różnicują się wcześnie w życiu prenatalnym, ale dokładnie nie wiadomo kiedy i gdzie. W badaniach nad tymi komórkami u myszy stwierdzono, że już część blastomerów ma zdolność do różnicowania się zarówno w komórki somatyczne, jak i komórki płciowe.
W czasie organogenezy pierwotne komórki płciowe przemieszczają się do zawiązków gonad i pozostają w nich do końca życia osobnika. W okresie rozwoju zarodkowego zachowują się różnie. U części zwierząt pozostają w spoczynku do końca rozwoju zarodkowego, u innych dzielą się mitotycznie, przez co zwiększa się ich liczba. Ponadto, mogą wejść w początkową fazę gametogenezy (mejozę). W rozwoju pozazarodkowym, po osiągnięciu przez organizm dojrzałości płciowej, w pierwszym przypadku komórki prapłciowe dzielą się i rozpoczynają gametogenezę, w drugim – wznawiają gametogenezę. W zależności od płci rozwijają się w dojrzałe żeńskie (komórki jajowe) lub męskie komórki płciowe (plemniki).
W zarodku ludzkim pierwotne komórki płciowe powstają około 21. dnia z endodermy pęcherzyka żółtkowego. Są to komórki owalne, o średnicy 25–30 μm, z dobrze widocznymi centriolami, rozwiniętym aparatem Golgiego oraz bogate w ziarnistości glikogenu i tłuszczu. Z pęcherzyka żółtkowego gonocyty w liczbie około 1000 wędrują dzięki własnym ruchom amebowatym oraz transportowi biernemu w kierunku grzebieni płciowych. Mają zdolność indukowania dalszego rozwoju gonady. U zarodków płci żeńskiej komórki prapłciowe do końca rozwoju zarodkowego mnożą się intensywnie i część z nich rozpoczyna pierwszy podział mejotyczny. Natomiast u zarodków płci męskiej komórki prapłciowe mnożę się tylko przez krótki okres po zasiedleniu gonad i ich liczba nie zwiększa się aż do okresu dojrzewania płciowego.
| Gatunek      | Czas pojawienia się [dzień życia płodowego] |
| ------------ | ------------------------------------------- |
| Owca domowa  | 26                                          |
| Bydło domowe | 25                                          |